# Закрученка скручена
Закрученка скручена (Tortella tortuosa) — вид мохів порядку потіальних (Pottiales).

## Поширення
Батьківщиною є Європа, Африка, Північна Америка, Південна Америка, Азія.

## Характеристика
Рослини тьмяні, дистально зелені, жовто-зелені або жовто-коричневі, проксимально коричневі, на вищих широтах і висотах стають червонуватими, подовжуються. Стебла 1–6 см, листки віддалено розташовані вздовж стебла, зазвичай помітні блискучі основи листя. Стеблові листки досить м'які, однакового розміру, сильно хрусткі або зігнуті зі спірально закрученими кінчиками, коли сухі, згинаються- до широко розпростертих, коли вологі, від довголанцетних до лінійно-ланцетних, (2)3–6.5(7) мм. Спеціалізованого нестатевого розмноження немає, за винятком, можливо, через крихкість пластинки в деяких популяціях або слабкість у напрямку до верхівки. Вид дводомний, але плодоносить рідко. Коробочкові ніжки 0.9–2.7(3.5) см. Коробочка 1.5-3.3 мм.